# Turniej o Brązowy Kask 2004

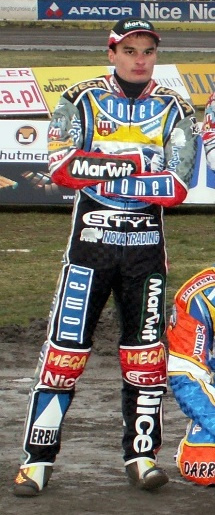
Adrian Miedziński - zdobywca BK 2004

Turniej o Brązowy Kask 2004 – zawody żużlowe, organizowane przez Polski Związek Motorowy dla zawodników do 19. roku życia. W sezonie 2004 rozegrano dwa turnieje półfinałowe oraz finał.

## Finał
- 29 lipca 2004 r. (czwartek), Lublin

| Msc. | Zawodnik             | Klub                  | Pkt  |             |  |
| ---- | -------------------- | --------------------- | ---- | ----------- |  |
| 1    | Adrian Miedziński    | Apator Toruń          | 13+3 | (3,3,3,1,3) |  |
| 2    | Paweł Hlib           | Stal Gorzów Wlkp.     | 13+2 | (2,2,3,3,3) |  |
| 3    | Krzysztof Buczkowski | GTŻ Grudziądz         | 13+w | (3,3,2,2,3) |  |
| 4    | Mateusz Szczepaniak  | Włókniarz Częstochowa | 11   | (2,1,2,3,3) |  |
| 5    | Paweł Miesiąc        | Stal Rzeszów          | 9    | (3,3,t,3,w) |  |
| 6    | Ronnie Jamroży       | Kolejarz Opole        | 9    | (3,2,3,0,1) |  |
| 7    | Alan Marcinkowski    | ZKŻ Zielona Góra      | 7    | (0,3,2,2,u) |  |
| 8    | Kamil Brzozowski     | Stal Gorzów Wlkp.     | 7    | (0,2,1,2,2) |  |
| 9    | Oskar Wolsztyński    | Polonia Piła          | 7    | (2,1,d,2,2) |  |
| 10   | Mariusz Pacholak     | Wybrzeże Gdańsk       | 6    | (d,0,1,3,2) |  |
| 11   | Grzegorz Czechowski  | Polonia Bydgoszcz     | 6    | (1,1,3,0,1) |  |
| 12   | Mirosław Jabłoński   | Wybrzeże Gdańsk       | 5    | (2,d,0,1,2) |  |
| 13   | Sławomir Dąbrowski   | Stal Gorzów Wlkp.     | 4    | (1,2,1,0,0) |  |
| 14   | Adrian Gomólski      | Start Gniezno         | 3    | (1,w,0,1,1) |  |
| 15   | Adrian Śmieja        | RKM Rybnik            | 1    | (t,1,0,0,0) |  |
| 16   | Karol Ząbik          | Apator Toruń          | 0    | (u,u,-,-,-) |  |
|      | rez. Michał Ciura    | Włókniarz Częstochowa | 4    | (1,2,1)     |  |
|      | rez. Marcin Liberski | KM Ostrów Wlkp.       | 2    | (1,1)       |  |
|      | Robert Kasprzak      | Unia Leszno           |      |             |  |
|      | Dawid Stachyra       | TŻ Lublin             |      |             |  |

Uwaga: Adrian Śmieja, Grzegorz Czechowski zastąpili Roberta Kasprzaka, Dawida Stachyrę.